# Lyngvig fyr
A Lyngvig Fyr (lyngvigi világítótorony; korábban ismert Nørre Lyngvig Fyr néven is) egy dániai világítótorony a Jütland-félsziget nyugati partján lévő Holmstad-dűnén, Lyngvig település közelében.
A 38 méter magas világítótornyot 1906-ban építették egy 17 méter magas dűnére. Ez volt az utolsó világítótorony, melyet Dánia északi-tengeri partján emeltek. Megépítésének kiváltó oka az Avona gőzös három évvel korábbi zátonyra futása volt, aminek során 24 tengerész veszítette életét.
A torony alapzatát a talpazatához és a bejáratához hasonlóan betonból készítették. Maga a torony téglából, az ablakok és a bejárati ajtó tikfából készültek.

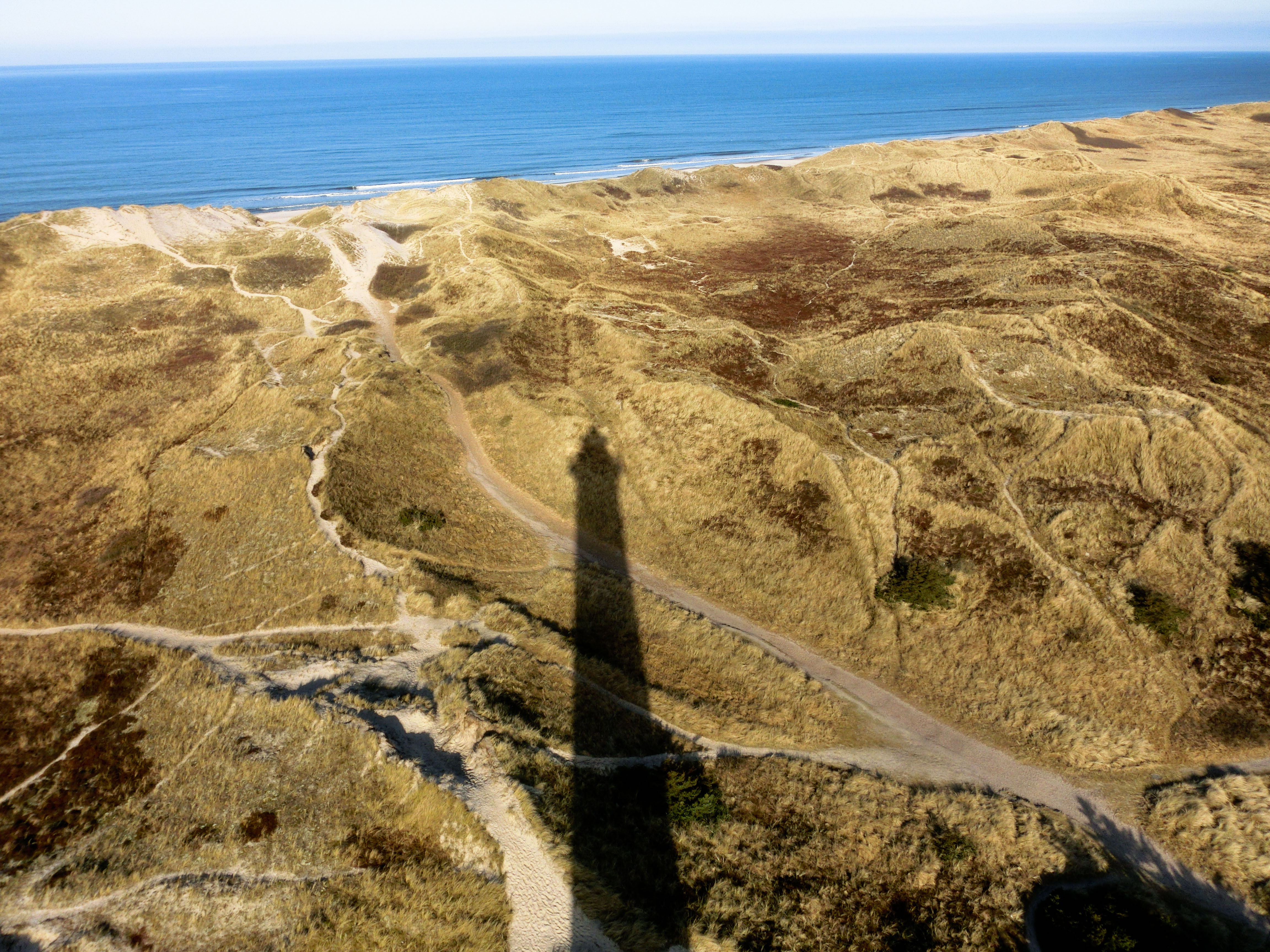
kilátás a tengerre

A Fresnel-lencsével és acetilén gázégővel felszerelt létesítményt 1906. november 3-án helyezték üzembe. A lencsét egy a torony lépcsőinek teljes magasságában mozgó nehezékkel forgatták körbe és négy óránként egy csörlő segítségével húzták fel ismét. A fényforrást 1920-ban petróleum gázlámpára cserélték, majd 1955-ben a világítást és a lencse mozgatását villamosították. 1965 óta a világítótorony automatikusan működik. 2000 elején egy 250 wattos és 300 000 candela erősségű nátriummal töltött lámpával látták el.
A meghajtó szerkezetnél fellépő műszaki problémák miatt 2011 novemberében a világítást a külső tornácon elhelyezett világító diódára (LED-re) cserélték. Emiatt az észlelhetőségi távolsága 22 tengeri mérföldről 17-re csökkent (50 km-ről 32-re). A teljesítmény e csökkenése miatt 2012. augusztus 11-én Hvide Sande településen egyesületet alapítottak a világítótorony megtartásáért. 2013 decemberében új világítást helyeztek üzembe, ami visszaadta a lakóknak a megszokott éjszakai körbeforgó fényeket.
A világítótorony egész évben látogatható. Összesen 228 lépcsőfokon át vezet az út a kilátói platformra. Ezek közül 79 fából készült, melyek a dűne lábánál lévő melléképületektől vezetnek a világítótorony bejáratához. A melléképületekben a világítótorony történetéhez kapcsolódó kiállítás, egy szuveníreket árusító üzlet és egy kávézó található.

## Fordítás
- Ez a szócikk részben vagy egészben  a   Lyngvig fyr című német Wikipédia-szócikk ezen változatának fordításán alapul.  Az eredeti cikk szerkesztőit annak laptörténete sorolja fel. Ez a jelzés csupán a megfogalmazás eredetét és a szerzői jogokat jelzi, nem szolgál a cikkben szereplő információk forrásmegjelöléseként.

## Linkek
- Lyngvig Leuchtturm. hvidesande.dk. (Hozzáférés: 2016. március 18.)
- Dansk Fyrliste 2015 (dán nyelven). Søfartsstyrelsen. (Hozzáférés: 2016. március 18.) Archiválva 2016. január 14-i dátummal a Wayback Machine-ben